# Elaphoglossum corazonense
Elaphoglossum corazonense är en träjonväxtart som beskrevs av Christ. Elaphoglossum corazonense ingår i släktet Elaphoglossum och familjen Dryopteridaceae. Inga underarter finns listade.